# Вырезуб
Вырезуб, или кутум (лат. Rutilus frisii) — пресноводная лучепёрая рыба из семейства карповых (Cyprinidae).
Имеет два подвида:
- Вырезуб (Rutilus frisii frisii)[3] — обитает в бассейне Чёрного и Азовского морей,
- Кутум (Rutilus frisii kutum) — обитает в южной части Каспийского моря

Достигает 75 см длины и более 6 кг веса. Спина тёмная, несколько зеленоватая, бока серебристые, брюхо — белое.
Вырезуб питается на опреснённых участках моря, для нереста заходит в реки, есть жилая (пресноводная) форма. Начинает нереститься в возрасте 4—5 лет, при длине около 40 см.
Питается насекомыми, червями и моллюсками.
Вырезуб занесён в Красную Книгу России и международную Красную Книгу.
Работы по воспроизводству вырезуба были начаты в 2007 году на базе Медведицкого рыборазводного завода, который расположен вблизи главных естественных нерестилищ данного вида рыб.
Вырезуб изображён на гербе города Новый Оскол, где он раньше водился.
Часто встречается в реке Днестр, а так же занесена в Красную книгу Украины